# Fájdalom

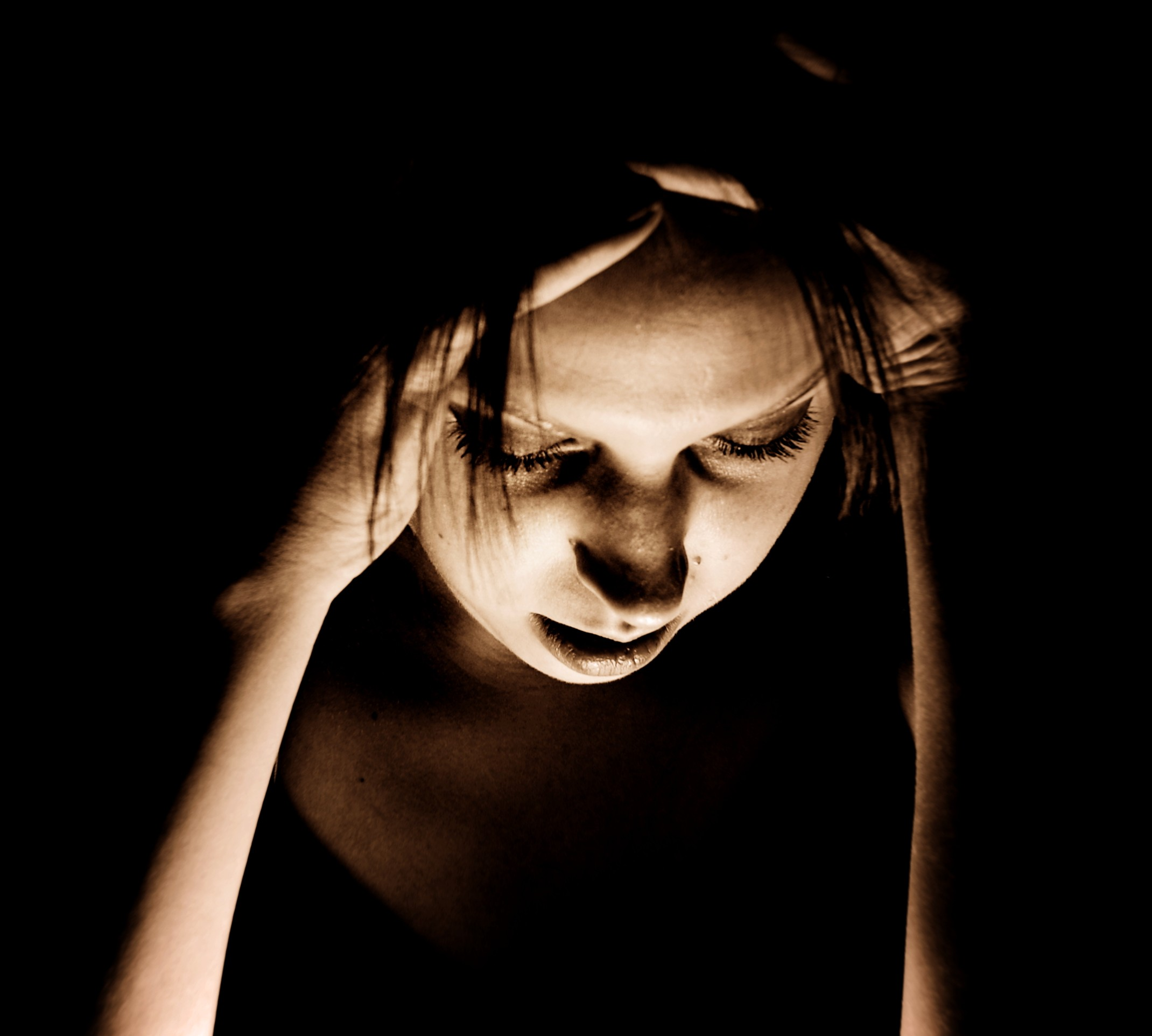
A migrénes fájdalom megsemmisítő érzés

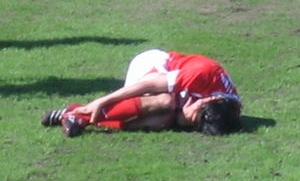
Fájdalmas (vagy annak látszó) sportsérülés

A fájdalom érzékelése egy komplex jelenség, amelyet befolyásolnak az egyén korábbi tapasztalatai és aktuális érzelmi állapota. A fájdalom olyan érzés, amely potenciális szöveti károsodásokkal járó sérülések veszélyére figyelmeztet, és arra készteti az egyént, hogy azt elkerülje, vagy megfelelően kezelje. A fájdalom két típusát különböztetjük meg: a gyors, hirtelen fájdalmat és a lassú fájdalmat.

## A gyors és a lassú fájdalom jellemzői
A gyors fájdalmat mintegy 0,1 másodperccel érezzük meg a fájdalmat okozó behatás után; a lassú fájdalom 1 másodperccel vagy később érezhető a kiváltó inger után. A gyors fájdalmat a páciens úgy jellemzi, hogy az éles fájdalom, hirtelen fájdalom vagy szúró fájdalom, olyan típusú, amelyet akkor érzünk, ha ujjunkat tűvel megszúrjuk. A gyors fájdalom majdnem csak a bőrre korlátozódik. A lassú fájdalmat égő fájdalomnak, kínzó fájdalomnak vagy lüktető fájdalomnak szokták jellemezni, és olyankor jelentkezik, ha már szövetkárosodás van, mint például tályog képződésénél vagy súlyos ízületi gyulladásban. A lassú fájdalom a test bármelyik szövetében jelentkezhet. A fájdalom minden típusának észlelése a szabad idegvégződéseken történik. A gyors fájdalmat mechanikai vagy hőmérsékleti ingerek váltják ki, míg a lassú fájdalmat kiválthatják mechanikai, hőmérsékleti és kémiai ingerek. Sokféle kémiai anyagot találtak a károsodott szövetek kivonataiban, amelyek ingerlik a szabad idegvégződéseket. A gyors fájdalmat vezető ingerületek közvetlenül a talamusz meghatározott sejtcsoportjához szállnak fel, majd a következő neuronra átkapcsolódva az agykéreg hátsó központi tekervényében (gyrus postcentralis) az érző kérgi mezőnél végződnek. A lassú fájdalmat közvetítő rostok nagy része a hálózatos állományban végződik, amely azután aktiválja az egész idegrendszert. Az agynak alsóbb területei azok, ahol a krónikus, émelyítő, gyötrő típusú fájdalmak az egyénben tudatosulnak. A zsigeri fájdalmakat a simaizmok görcsös összehúzódásai, feszülése, a zsigerek elégtelen vérellátása, gyulladása, sérülései stb. váltják ki. Jellemzőjük, hogy pontosan nem lokalizálhatók és az egyes szervekből típusos területekre sugároznak ki. A hasüregi szervek erős fájdalmainál felettük a hasizomzat erősen megfeszül (izomvédekezés).

## A fájdalom kapuelmélete
A fájdalom érzékeléséhez nem csak a receptorok jelei szükségesek, hanem az is, hogy egy bizonyos idegi kapu nyitva legyen. Az olyan ősi kultúrákban, ahol egyes szertartások akár életveszélyesnek és óriási fájdalommal járónak tűnhetnek, sokszor az azt átélő személyen ez nem látszik. Nem véletlenül: átszellemült állapotban van, így a megfelelő idegi kapu, mely által a fájdalom érzékelhetővé válhatna, zárva van. Ez az idegi kapu nem más, mint a PAG, az az a periaquaeductal gray, a középagy egyik része. Amikor ezen terület idegsejtjei aktívak, olyankor a gerincvelő egyes rostjai is aktiválódnak, melyek gátolják a fájdalmat továbbító idegsejtek működését. A fájdalomcsillapítók (pl. morfium, endorfin) is a PAG területét aktiválják, ezáltal kifejtve a fájdalomcsillapító hatást.

## Fájdalomcsillapítás
Az orvos feladata alapvetően az, hogy a fájdalom okát megtalálja, és a kóros állapot megszüntetésével a fájdalmat is megszüntesse. A pontos diagnózis megállapításáig a fájdalomcsillapítás általában tilos. Más a helyzet azokban az esetekben, amikor a fájdalmat kiváltó alapbetegség már ismert és a jelenlegi ismeretek alapján nem gyógyítható. Ilyenkor az orvos kötelessége, hogy hatékony fájdalomcsillapítással a beteg szenvedéseit csökkentse.
Fájdalomcsillapító hatású, ha a fájdalom érzékelésekor az alany káromkodik, vagy az érzékelés pillanatában (akár szándékosan) köhög. A hipnózis teljesen kikapcsolhatja a fájdalom érzékelését.
Fájdalomcsillapításnál a legfontosabb, hogy a fájdalmat kiváltó okot kell megszüntetni, lehetőleg úgy, hogy a fájdalom előtti állapot helyreálljon. Ha ez nem lehetséges, úgy a tüneti fájdalomcsillapításra kell törekedni.
A szakorvosi fájdalomcsillapítás mellett otthoni praktikák is léteznek különböző testtájak, testrészek fájdalmának enyhítésére.